# Thabena testudinaria
Thabena testudinaria är en insektsart som först beskrevs av Stsl 1854.  Thabena testudinaria ingår i släktet Thabena och familjen sköldstritar. Inga underarter finns listade i Catalogue of Life.